# بلیاشوو
بلیاشوو (انگلیسی: Belyashevo) یک شهرک در شهرستان تاتیشلینسکی استان باشقیرستان کشور روسیه است.